# Conall mac Áedáin
Conall mac Áedáin va ser rei dels escots de Dál Riata del 807 al 811.
L'origen de Conall mac Áedáin és desconegut, però el seu nom i la seva connexió amb Kintyre sembla que el vinculen estretament amb el Cenél Gabráin. Segons els Synchronisms de Flann Mainistreach, seria l'"altre Conall, germà" (miggermà, cunyat?) del seu predecessor Conall Caemh mac Teidg.
Els Annals d'Ulster ens informen que l'any 807 va matar a Kintyre, Conall mac Teigd, l'antic rei dels pictes que havia esdevingut rei de Dalriada durant 2 anys, afegeix el Duan Albanach. Aquesta darrera font ens diu que va regnar 4 anys abans de ser substituït per “Constantí el Bell”, que va governar durant 9 anys: "Els dos anys de Conall de gloriosa carrera, I els quatre d'un altre Conall". Se suposa que el primer és Conall mac Taidg, el segon Conall mac Áedáin. El seu regnat es reconstrueix, doncs, començant l'any 807 i acabant cap a l'any 811. La durada del regnat de Constantí, ja rei dels pictes, és compatible amb l'esment de la seva mort l'any 820.
No tenim informació sobre el final de Conall mac Áedáin.